# Drepananthus pubescens
Drepananthus pubescens là loài thực vật có hoa thuộc họ Na. Loài này được Rudolph Herman Christiaan Carel Scheffer mô tả khoa học đầu tiên năm 1885 dưới danh pháp Cyathocalyx pubescens. Năm 2010 Surveswaran S. et al. chuyển nó sang chi Drepananthus.

## Phân bố
Malaysia bán đảo, Sumatra (Indonesia).